# Maison au 53, rue du Général-de-Gaulle à Ottmarsheim
La maison au 53, rue du Général-de-Gaulle est un monument historique situé à Ottmarsheim, dans le département français du Haut-Rhin.

## Localisation
Ce bâtiment est situé au 53, rue du Général-de-Gaulle à Ottmarsheim.

## Historique
L'édifice fait l'objet d'une inscription au titre des monuments historiques depuis 1977.